# Dieteria
 Dieteria  Nutt., 1840 è un genere di piante angiosperme dicotiledoni della famiglia delle Asteraceae, sottofamiglia Asteroideae, tribù Astereae (North American lineage) e sottotribù Machaerantherinae.

## Etimologia
Il nome del genere deriva deriva dal greco "di-" (= due o due volte) ed "etesios" (= annuale). Il significato di questo nome si riferisce all'abitudine biennale della specie tipo.
Il nome scientifico del genere è stato definito dal botanico Thomas Nuttall (1786-1859) nella pubblicazione " Transactions of the American Philosophical Society Held at Philadelphia for Promoting useful Knowledge. Philadelphia" (  Trans. Amer. Philos. Soc. ser. 2, 7: 300) del 1840.

## Descrizione

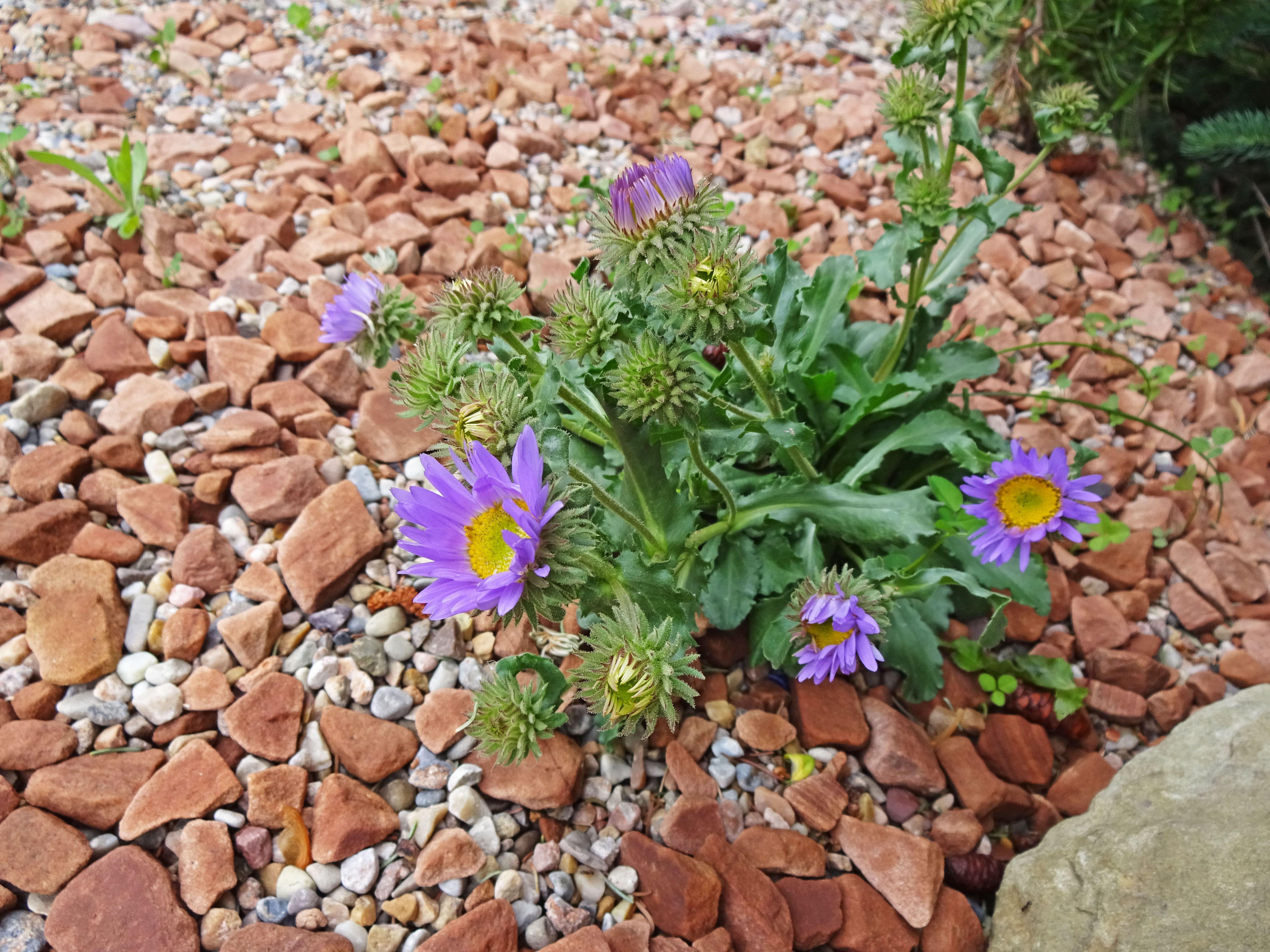
Il portamento
Dieteria bigelovii

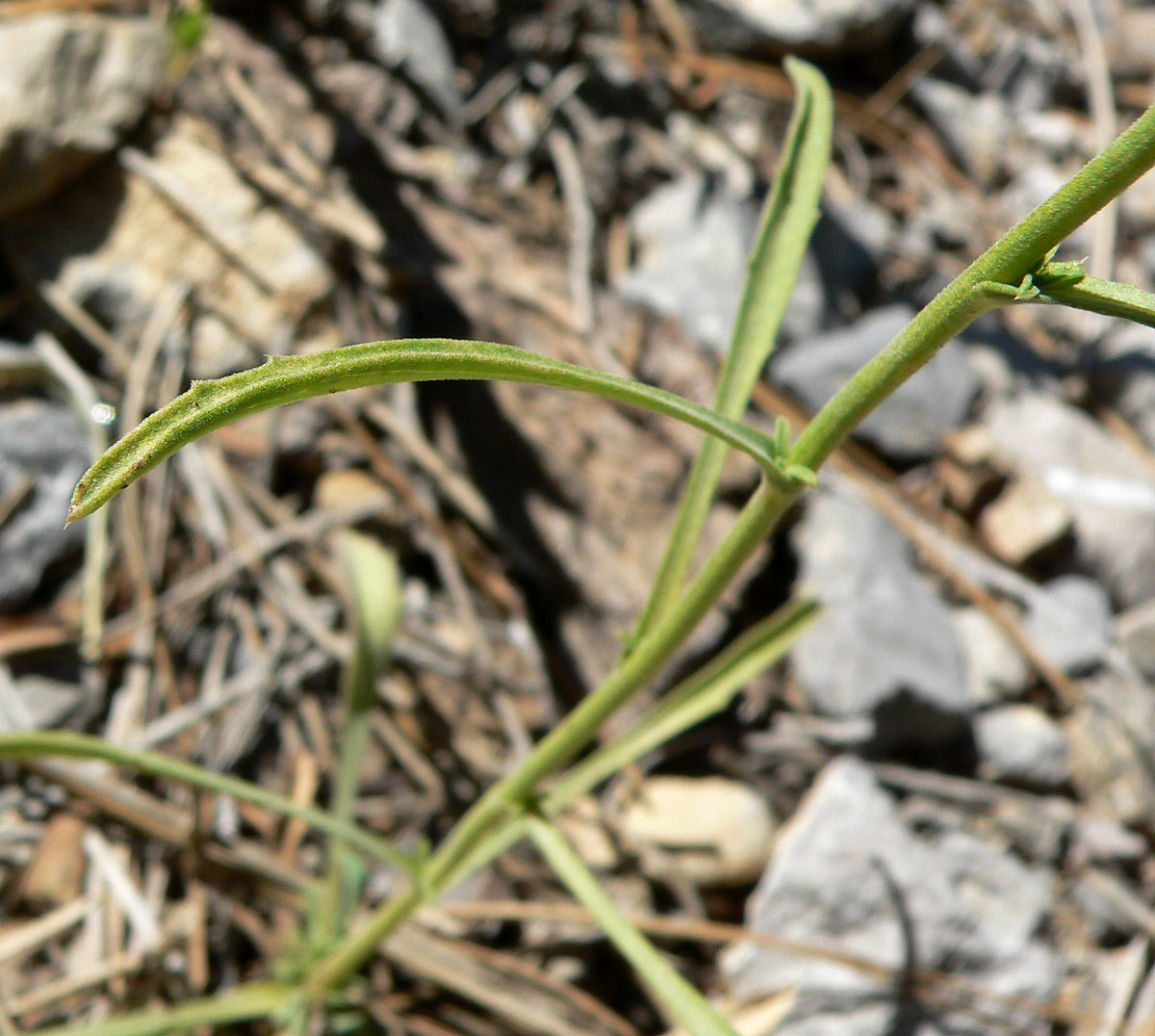
Le foglie
Dieteria canescens

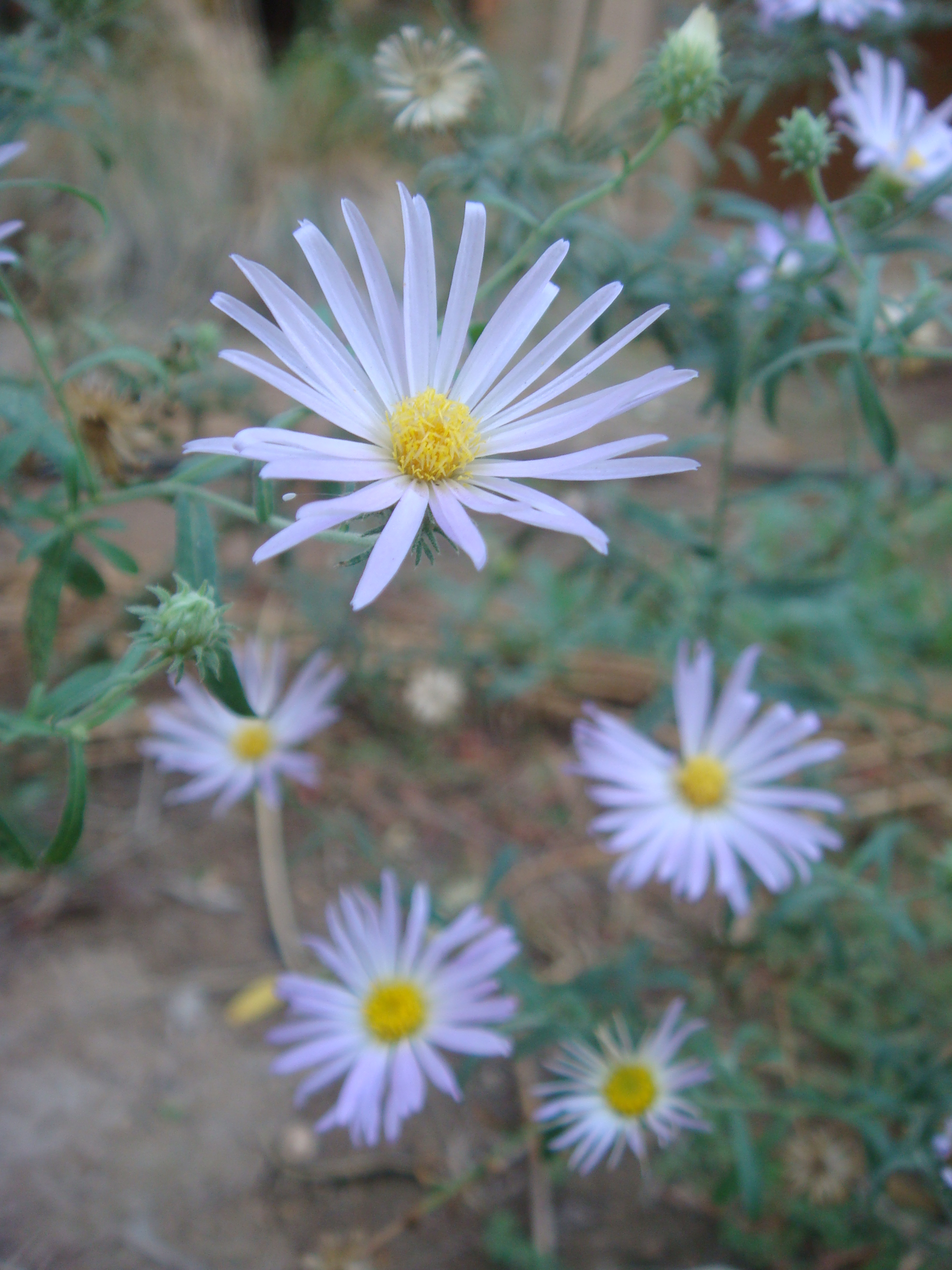
Infiorescenza
Dieteria asteroides

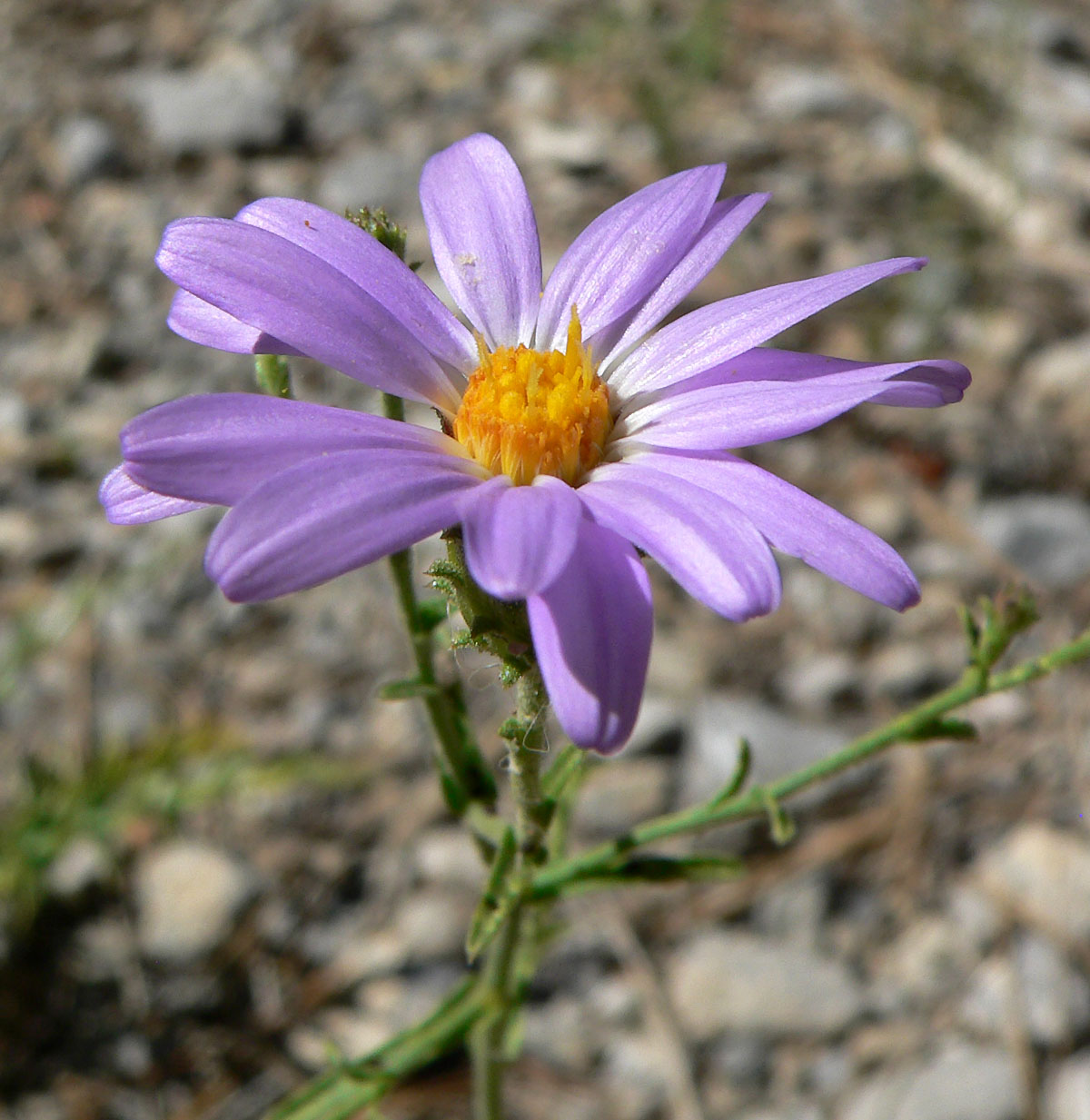
I fiori
Dieteria canescens

Portamento. Le specie di questo genere hanno un ciclo biologico annuale o perenne con habitus erbaceo (talvolta subarbustivo). Le superfici sono glabre o con tricomi anche ghiandolari (stipitato-ghiandolari).
Fusto. La parte aerea varia da eretta a ascendente, riccamente ramosa. Altezza media: 10 - 100 cm.
Foglie. Sono presenti sia foglie basali che cauline. Le foglie lungo il caule sono disposte in modo alternato e sessile (quelle basali sono picciolate); la lamina varia con forme da intere a ovate, obovate, oblunghe, lanceolate, oblanceolate o lineari con margini interi o seghettati o dentati normalmente con denti spinosi; la pagina fogliare può essere glabra o pubescente per peli ghiandolari e/o non ghiandolari (spesso scarsamente stipitate-ghiandolari).
Infiorescenza. Le sinflorescenze sono sia scapose (capolini solitari) che composte da alcuni capolini raccolti in sciolte formazioni panicolate. Le infiorescenze vere e proprie sono composte da un capolino terminale peduncolato di tipo radiato (a volte discoidi) con fiori eterogami. I capolini sono formati da un involucro, con forme da turbinate a campanulate o emisferiche, composto da 25 - 100 brattee, al cui interno un ricettacolo fa da base ai fiori di due tipi: fiori del raggio e fiori del disco. Le brattee, appressate, patenti o riflesse e con le basi sono indurite e gli apici erbacei, sono disposte in modo più o meno embricato e scalato su 3 - 12 serie. Il ricettacolo (senza pagliette) a protezione della base dei fiori è bucherellato ed ha delle forme convesse. Dimensione dell'involucro: 6 - 16 x 6 - 30 mm.
Fiori.  I fiori sono tetra-ciclici (formati cioè da 4 verticilli: calice – corolla – androceo – gineceo) e pentameri (calice e corolla formati da 5 elementi). Si distinguono in:
- fiori del raggio (esterni): da 7 a 60 per capolino, sono femminili e sono disposti su 1 - 2 serie; la forma è ligulata (zigomorfa); in Dieteria canescens i fiori del raggio possono essere sterili o assenti;
- fiori del disco (centrali): sono più numerosi (da 15 a 200) con forme brevemente tubulose (attinomorfe); sono ermafroditi.

- Formula fiorale:

*/x K {\displaystyle \infty }, [C (5), A (5)], G 2 (infero), achenio
- Calice: i sepali del calice sono ridotti ad una coroncina di squame.

- Corolla:

- fiori del raggio: la forma della corolla alla base è più o meno tubulosa, mentre all'apice è ligulata; la ligula può terminare con alcuni denti; il colore è bianco, porpora o blu;
- fiori del disco: la forma è imbutiforme-tubulare bruscamente divaricata in 5 lobi; i lobi, eretti, hanno una forma triangolare (ossia da deltata a lanceolata) e sono pubescenti; il colore è giallo.

- Androceo: l'androceo è formato da 5 stami sorretti da filamenti generalmente liberi; gli stami sono connati e formano un manicotto circondante lo stilo; le teche (produttrici del polline) alla base sono troncate e sono lievemente auricolate (molto raramente sono speronate o hanno una coda); le appendici apicali delle antere hanno delle forme piatte e lanceolate; il tessuto endoteciale (rivestimento interno dell'antera) è quasi sempre polarizzato (con due superfici distinte: una verso l'esterno e una verso l'interno). Il polline è sferico con un diametro medio di circa 25 micron;  è tricolporato (con tre aperture sia di tipo a fessura che tipo isodiametrica o poro) ed è echinato (con punte sporgenti).

- Gineceo: l'ovario è infero uniloculare formato da 2 carpelli. Lo stilo (il recettore del polline) è profondamente bifido (con due stigmi divergenti) e con le linee stigmatiche marginali separate. I due bracci dello stilo hanno una forma da lanceolata a deltoide e possono essere papillosi o ricoperti da ciuffi di peli.

Frutti. I frutti sono degli acheni con pappo: il corpo, compresso con 4 - 6 (fino 12) nervature longitudinali, ha la forma da lineare a obovata e superficie da glabra a strigosa. Le setole del pappo sono 40 - 50 e sono disposte su 1 – 3 serie.

## Biologia
Impollinazione: l'impollinazione avviene tramite insetti (impollinazione entomogama tramite farfalle diurne e notturne).

Riproduzione: la fecondazione avviene fondamentalmente tramite l'impollinazione dei fiori (vedi sopra).

Dispersione: i semi (gli acheni) cadendo a terra sono successivamente dispersi soprattutto da insetti tipo formiche (disseminazione mirmecoria). In questo tipo di piante avviene anche un altro tipo di dispersione: zoocoria. Infatti gli uncini delle brattee dell'involucro (se presenti) si agganciano ai peli degli animali di passaggio disperdendo così anche su lunghe distanze i semi della pianta. Inoltre per merito del pappo il vento può trasportare i semi anche a distanza di alcuni chilometri (disseminazione anemocora).

## Distribuzione e habitat
Le specie di questo genere sono distribuite in America del Nord parte occidentale dal Messico al Canada.

## Sistematica
La famiglia di appartenenza di questa voce (Asteraceae o Compositae, nomen conservandum) probabilmente originaria del Sud America, è la più numerosa del mondo vegetale, comprende oltre 23.000 specie distribuite su 1.535 generi, oppure 22.750 specie e 1.530 generi secondo altre fonti (una delle checklist più aggiornata elenca fino a 1.679 generi). La famiglia attualmente (2021) è divisa in 16 sottofamiglie; la sottofamiglia Asteroideae è una di queste e rappresenta l'evoluzione più recente di tutta la famiglia.

### Filogenesi
La tribù Astereae (una delle 21 tribù della sottofamiglia Asteroideae) comprende circa 40 sottotribù. In base alle ultime ricerche nella tribù sono stati individuati (provvisoriamente) 5 principali lignaggi:
- Basal grade: include alcuni generi isolati, il gruppo "South American-Oceania",  alcune sottotribù africane e il gruppo dei generi legnosi del Madagascar.
- Bellis lineage: comprende le sottotribù eurasiatiche e una sottotribù africana.
- Aster lineage: include i generi asiatici di Asterinae e i principali gruppi dell'Australia e dell'Oceania.
- Baccharis lineage: include alcuni gruppi sudamericani.
- North American lineage: include la vasta gamma di sottotribù del Nordamerica, Messico e alcuni gruppi distribuiti nel Sudamerica.

Il genere  Dieteria (insieme alla sottotribù Machaerantherinae) è incluso nel lignaggio "North American lineage". Attualmente la sottotribù è suddivisa in 5 gruppi informali: Basal grade - Machaeranthera group - Haplopappus group - Xanthocephalum group - Lessingia group. Questo genere si trova nel "Machaeranthera group" e insieme ai generi Leucosyris e Xylorhiza formano un gruppo affine e abbastanza "basale" rispetto al nucleo della sottotribù. In particolare Dieteria e Leucosyris formano un "gruppo fratello".
I caratteri distintivi del genere sono:
- l'indumento delle piante è variamente pubescente per peli ghiandolari e/o non ghiandolari;
- la lamina fogliare è intera o dentata;
- i fiori del raggio sono provvisti di un vistoso pappo.

Il numero cromosomico delle specie di questo genere è: 2n = 8.
In precedenti trattazioni le specie di questo genere erano descritte all'interno dei seguenti generi:
- Aster L. subg. Hesperastrum (A. Gray) A. Gray
- Machaeranthera Nees subg. Dieteria (Nuttall) Greene
- Machaeranthera ser. Variabiles Cronquist & D. D. Keck

### Elenco delle specie
Questo genere ha 4 specie:
- Dieteria asteroides Torr.
- Dieteria bigelovii  (A.Gray) D.R.Morgan & R.L.Hartm.
- Dieteria canescens  (Pursh) Nutt.
- Dieteria shastensis  (A.Gray) D.W.Taylor